# José Gálvez Manzano

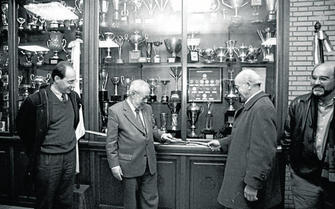
Pepe Gálvez' Trophäen gingen an das Sportzentrum „Las Américas de Huelva“.

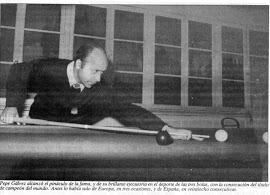
Ausbildung im Handelskreis von Huelva

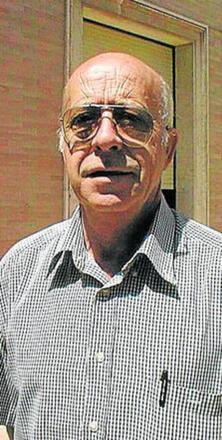
Pepe Gálvez 2013, kurz vor seinem Tod

José (Pepé) Gálvez Manzano (* 2. Februar 1930 in Huelva, Spanien; † 19. Oktober 2013 ebenda) war ein spanischer Karambolagespieler in den klassischen Disziplinen Freie Partie und Cadre.

## Biografie
Gálvez wurde 1930 an der Plaza de San Francisco in Huelva geboren. Er kam aus einer Familie mit einer unternehmerischen Tradition, verbrachte seine Kindheit und den spanischen Bürgerkrieg der Nachkriegszeit unter dem Schutz seiner Mutter und in Begleitung seiner acht Geschwister zwischen Schule und der Konditorei, die das Familienunternehmen war. In seiner Jugend, mit 17, 18 Jahren, noch ohne eine klare sportliche Karriereambitionen, versuchte er sein Glück als „Novillero“ (angehender Stierkämpfer), was nicht wirklich seine wahre Berufung war, da er sich einem Sport widmen würde, der heute wenig praktiziert wird, aber damals sehr beliebt war, dem Billard.
Seine Anfänge in diesem Sport lagen im Alter von ca. 18 Jahren, in den Billardsälen der „La Cervecería Viena“ (Calle Concepción) und der „Bar Los Amigos“ (Avda. Portugal, heute Banco Banesto), Treffpunkt der damaligen Salonsportarten. Dank seiner rasanten Entwicklung in diesem Sport wurde er bald zum besten Spieler der Stadt. Im Alter von 21 Jahren gewann er seine erste regionale Meisterschaft in Andalusien und nahm zum ersten Mal an einer spanischen Billardmeisterschaft in Madrid teil.
Nach und nach werden seine Billardspiele perfektioniert, vor allem in den klassischen Disziplinen, heißt: Freien Partie, Cadre, Einband und der Fünfkampf. Im Alter von 24 Jahren gewann er seine erste spanische Billardmeisterschaft im Cadre 47/2 in Barcelona. Mit 27 Jahren gewann er seine erste Cadre-71/2-Europameisterschaft in Thionville, Frankreich. Er sprang an die internationale Spitze und in Spanien wurde er zur Sportnachricht in der nationalen Presse. 1964, im Alter von 34 Jahren, erreichte er den Höhepunkt seiner sportlichen Karriere und wurde Weltmeister in Vigo  in der Freien Partie. In seiner Karriere stand er insgesamt 19 Mal auf dem Podium, die er im internationalen Bereich errungen hat und sechzig Mal spanischen Meisterschaften in verschiedenen Disziplinen.
Viele seiner Trophäen sind im Sportzentrum „Las Américas“.
Im Laufe seiner Karriere leitete Pepe Gálvez die Billardschule im Sportzentrum Andrés Estrada in Madrid.

## Auszeichnungen
- Goldmedaille für sportliche Verdienste.
- Silbermedaille für sportliche Verdienste.
- Offizierskreuz für den Zivilverdienst.
- Goldmedaille der Stadt Huelva.
- Ehrenmitglied des Real Club Recreativo de Huelva.

## Privates
Pepe Gálvez heiratete 1958 María de los Santos Borrero, Oberin von Huelva, mit der er drei Kinder hatte, die Älteste Isabel Gálvez, José Manuel, den mittleren Sohn und seinen jüngsten Sohn Miguel Ángel.

## Erfolge

### International

#### Weltmeisterschaften
- Freie-Partie-Weltmeisterschaft:  1964  1969
- Cadre-47/1-Weltmeisterschaft:  1967
- Cadre-47/2-Weltmeisterschaft:  1964  1969
- Cadre-71/2-Weltmeisterschaft:  1965

#### Europameisterschaften
- Freie-Partie-Europameisterschaft:  1968, 1972  1975
- Cadre-47/1-Europameisterschaft:  1963, 1973
- Cadre-47/2-Europameisterschaft:  1957  1963, 1969, 1973
- Cadre-71/2-Europameisterschaft:  1957/1, 1965  1971
- Fünfkampf-Europameisterschaft:  1970

- Fünfkampf-Europameisterschaften für Nationalmannschaften:  1969

Quellen:

### National
Die Tabelle zeigt die Anzahl (#) seiner Goldmedaillen.
| Disziplin    | #  |
| ------------ | -- |
| Einband      | 02 |
| Freie Partie | 09 |
| Cadre 47/1   | 09 |
| Cadre 47/2   | 19 |
| Cadre 71/2   | 15 |
| Pentathlon   | 06 |
| Gesamt       | 60 |

Quellen: